# 郑判龙
郑判龙（1932年—2001年），男，朝鲜族，黑龙江尚志人，中国朝鲜文学专家，曾任延边大学副校长、教授，吉林省文学艺术界联合会副主席。